# Lee Batchelor
Lee Batchelor (ur. 10 kwietnia 1865 w Adelaide, zm. 8 października 1911 za zboczu góry Mount Donna Buang) – australijski polityk, działacz Australijskiej Partii Pracy (ALP), dwukrotnie pełnił urząd ministra spraw zagranicznych, kierował też resortem spraw wewnętrznych.

## Życiorys

### Młodość i kariera związkowa
Po przedwczesnej śmierci swego ojca, był wychowywany przez matkę, a już jako 12-latek musiał zacząć zarabiać. W wieku lat 17 został monterem w zakładach mechanicznych, gdzie szybko zaangażował w działalność związków zawodowych. W latach 1889–1898 był czterokrotnie wybierany na szefa związku branży inżynieryjnej, pełnił też ważne funkcję w centrali koordynującej działalność wszystkich związków w kolonii Australia Południowa. W 1891 znalazł się wśród założycieli Zjednoczonej Partii Pracy, południowoaustralijskiego oddziału ALP. W latach 1892–96 był jej sekretarzem generalnym, a od 1898 do 1899 stał na jej czele.

### Kariera polityczna
W 1893 został wybrany do Izby Zgromadzenia, zaś w 1899 wszedł w skład rządu kolonii jako minister edukacji i rolnictwa. Po powstaniu Związku Australijskiego w 1901 roku, zrezygnował ze stanowisk w Australii Południowej i wystartował w pierwszych wyborach do nowego parlamentu federalnego. W 1904, gdy ALP pod wodzą Chrisa Watsona po raz pierwszy utworzyła gabinet federalny, Batchelor objął w nim urząd ministra spraw wewnętrznych. Później, w latach 1908-09 i 1910-11, dwukrotnie stał na czele resortu spraw zagranicznych w gabinetach Andrew Fishera. W 1911 był członkiem delegacji Australii na konferencję imperialną (spotkanie władz Wielkiej Brytanii i jej dominiów), w której odpowiadał za kwestie polityki zagranicznej i handlu. W tym samym roku został pierwszym ministrem federalnym odpowiedzialnym za Terytorium Północne, które zostało wtedy przekazane spod jurysdykcji stanu Australia Południowa pod zarząd federalny, sprawowany przez resort spraw zagranicznych.

### Śmierć i upamiętnienie
Zmarł nagle na atak serca podczas górskiej wycieczki w stanie Wiktoria. Jego imię nosi miasteczko Batchelor w Terytorium Północnym.